# Баварский Лес
Бава́рский Лес (нем. Bayerische Wald; Bayerwald; Bayerischer Waldо файле) — средневысотный складчато-глыбовый кристаллический горный хребет на юго-востоке Германии, в системе Чешского массива.
Баварский Лес имеет длину около 100 км, его самая высокая точка — 1456 м над уровнем моря — гора Большой Явор (нем. Großer Arber). Бо́льшая часть леса находится в Нижней Баварии, северная часть — в Верхнем Пфальце, на юге Баварский Лес простирается до границы Верхней Австрии. Поверхность сглаженная, с отдельными выдающимися вершинами. Северо-восточные склоны, обращённые к Шумаве, относительно пологи; юго-западные — круто спускаются к долине Дуная. До высоты 800 м среднегорье покрыто елово-буковыми, выше — елово-пихтовыми лесами.
С 1830 года, после присоединения района к Баварии, когда он вошёл в состав церковных земель монастырей Регенсбурга и Пассау, Баварский Лес выделен из Богемского Леса (Шумавы).
Вдоль чешской границы был создан Национальный парк Баварский лес, густая растительность которого постепенно превращается в непроходимый лес. На территории Национального парка имеется несколько информационных центров и сеть пешеходных троп, ведущих через границу с Чехией к Национальному парку Шумава.

## Геоморфология
По своему геоморфологическому строению среднегорье Баварского Леса является частью Шумавы, хребта, простирающегося на 200 км вдоль границ Германии, Австрии и Чехии — самого высокого хребта Чешского массива.
В свою очередь Чешский массив является частью древнего горного хребта, возраст основных пород которого определяется в 350—500 миллионов лет, самые старые породы массива образовались более 800 миллионов лет, тогда как формирование Альп началось около 65 миллионов лет назад.
Образование горных пород, складывающих Баварский и Богемский (Чешский массив) Леса, началось около миллиарда лет назад, в протерозое. Отложения в глубокой морской впадине песков, глин и мергелей под давлением опустились на глубину около 30 км. Подвергаясь в земной коре давлению около 3000—4000 бар при температуре 400—600 ° C, они преобразовались в гнейсы, из которых впоследствии формировались более молодые горные породы.
Горы образовались в результате тектонического сдвига плит, но сам механизм сдвига до сих пор является предметом дискуссии среди специалистов. По одной из версий, Баварский и Богемский Леса возникли при столкновении двух микроплит (Чешской и Влтавской) и последующем их сдвиге либо субдукции. Разнообразное строение скальных пород не даёт возможность более точно определить причину образования среднегорья.
В эпоху Герцинской складчатости около 300 миллионов лет под воздействием мощных тектонических нагрузок в гнейсе появились горизонтальные и вертикальные трещины, которые заполнила расплавленная магма. В результате образовались граниты, полевой шпат, кварц и слюда.
В результате продолжающихся движений плит почти 250 миллионов лет назад образовалась жила, в настоящее время её протяженность составляет более 200 км. Жила проходит от Зульцбаха до австрийского Линца. Её частью является Баварская кварцевая жила длиной 150 км, проходящая через северо-восток Баварского Леса, вышедшая на поверхность в результате выветривания и эрозии, продолжавшихся в течение миллионов лет.
65 миллионов лет назад, во время формирования Альп и современной равнины Дуная, альпийские предгорья опустились, и лесные горы отделились от них. Считается, что в то время Баварский Лес был высокогорьем, и его вершины достигали отметки в 5000 м. В эту эпоху в условиях тропического климата происходила эрозия всех скальных пород высокогорья, сложилась поверхность Баварского и Богемского Лесов, которая наблюдается сегодня. В результате ветровой эрозии сформировались гранитные матрацевидные формы.

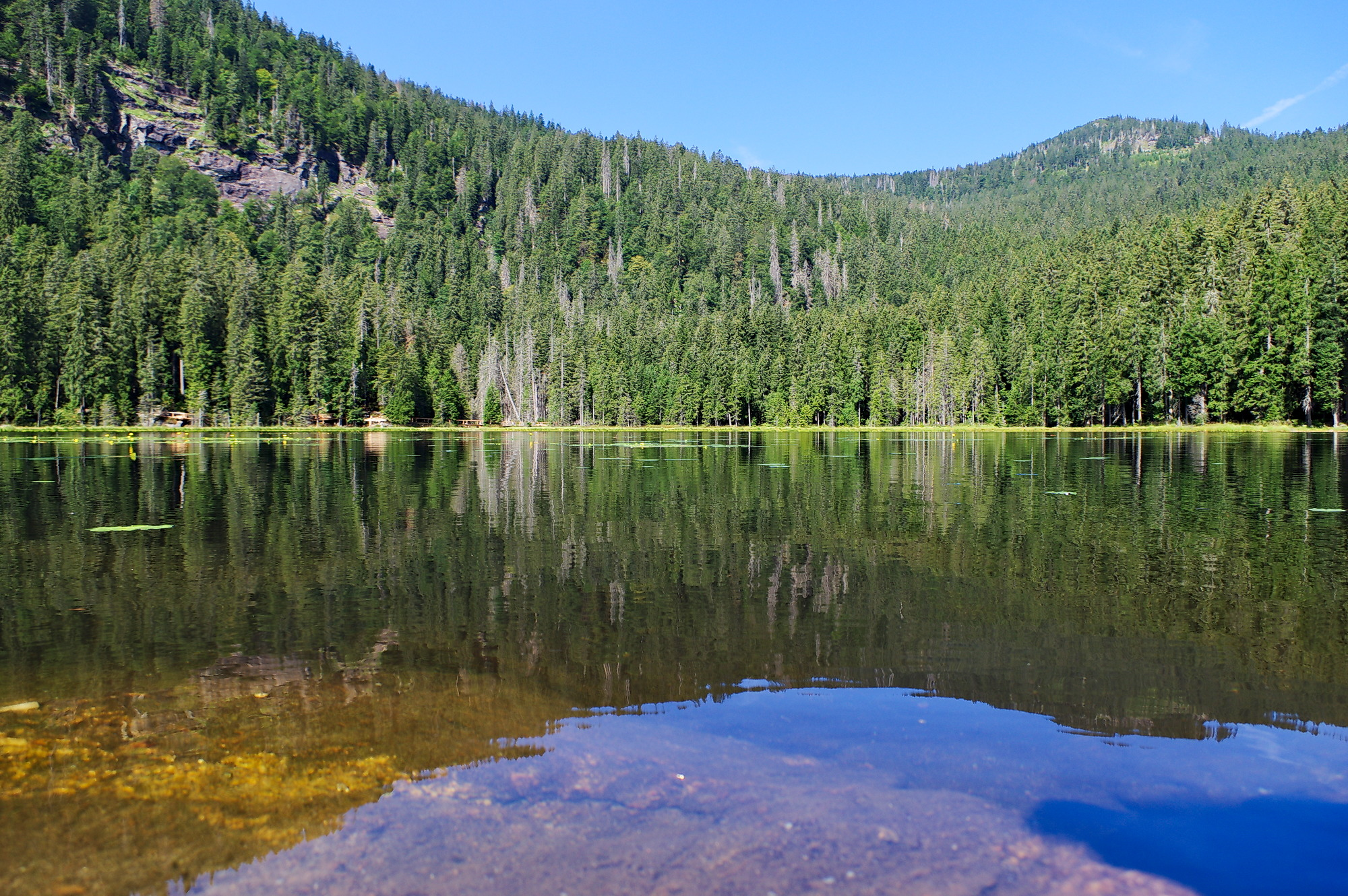
Озеро Большое Арберзее

В условиях климатического похолодания (2—3 миллиона лет назад), при многократном чередовании теплых и холодных (причем длительность последних составляла около 100 000 лет) фаз, установился перигляциальный климат, для которого характерно многократное чередование теплых и холодных периодов. Во время более длительных холодных фаз (около 100 000 лет) основными процессами были формирование вечной мерзлоты и горизонтов солифлюкции. В настоящее время (начало XXI века), после длительных дискуссий, учёные пришли к выводу, что самые высокие горы Баварского и Богемского Лесов сложились под воздействием долинных ледников. В эпоху Вюрмского оледенения в результате деятельности ледников образовались озёра Большое и Малое Арберзее в Баварском Лесу и Лака и Чертово озеро в Богемском Лесу.
Снеговая граница в эпоху Вюрма (18 000 лет назад) остановилась на отметке около 1000 метров, ледниками были покрыты массив Арбер, гора Рахель с окрестностями и Лузен. Сохранились следы деятельности долинных и каровых ледников — ледниковая шлифовка, морены. Максимальная длина ледников Баварского Леса составляла около 6 километров, наибольшая площадь — около 5 квадратных километров.
Ото льда оставалась свободной даже в самые холодные периоды большая часть гор. Они были покрыты растительностью тундрового типа. Ледники оставили свой след повсюду, под их влиянием сформировались вечномерзлые почвы. Скудный растительный покров из кустарника и трав не препятствовал процессу солифлюкции даже на участках, имеющих небольшой уклон. В долинах отложились перигляциальные слои земли, на них в тёплые периоды образовался плодородный слой почвы.
От Вюрма остались обособленные речные террасы, сформировавшиеся на разной высоте в горах в результате отложения гравия в период похолодания и углубления и изменения русел рек в теплые периоды.

## Изучение месторождений полезных ископаемых Баварского Леса
Первые научные публикации (1792 и 1805) о добыче полезных ископаемых и породах, слагающих горный массив Баварского Леса, принадлежат Матиасу Флурлу (1756—1823), профессору Герцогской Мариинской Академии. Он облёк свои исследования, по обычаю эпохи, в форму писем. Флурл также составил первую петрографическую карту Баварии («Gebürgskarte von Baiern und der oberen Pfalz») в приблизительном масштабе 1:750 000.
Начало изучению полезных ископаемых Баварского Леса было положено работой Уттингера «Ueber das blättrige Eisenblau von Silberberg zu Bodenmais» (1808, Нюрнберг), посвященной залежам листоватой земляной сини (вивианита).
В 1834 году Иоганн Непомук Фукс обнаружил в пегматите Хюнеркобеля близ Цвизеля минерал, названный впоследствии трифилином. В 1863 году австрийский минералог Густав Чермак опубликовал уточненное описание минерала, открытого Фуксом в Баварском Лесу. Второй новый фосфатный минерал из Баварского Леса, найденный в районе Биркхё близ Цвизеля, был описан Августом Брейтауптом в 1841 году, новый минерал — фосфат железа и марганца — получил название цвизелит.
В 1848 году Франц фон Кобелль, ученик Фукса, обнаружил в окрестностях Барбараверхауса на Зильберберге и описал темную шпинель, названную им крейттонитом.
Начало научному описанию первичных пород, слагающих горный массив, было положено Винебергером (Wineberher), чиновником лесного управления (1851). Его работа посвящена в основном полезным ископаемым.
Новым этапом в изучении геологии Баварии и, в частности, Баварского Леса стала работа, посвященная геологии и минералогии пограничных гор Восточной Баварии члена Комиссии по геогностическим исследованиям Баварии Карла Вильгельма фон Гюмбеля. Его труд вышел в свет в 1868 году с приложением геологических карт в масштабе 1:100 000. Придерживаясь теории нептунизма, Гюмбель утверждал, что образование кристаллических пород, в том числе Баварской жилы, произошло под действием первобытного океана. Гюмбель настаивал на своей правоте даже после того, как в научном сообществе взяла верх метаморфическая интерпретация происхождения гор. В работе Гюмбеля собраны сведения о месторождениях полезных ископаемых, описание которых свидетельствует о наблюдательности автора и которые сохранили свою актуальность до наших дней. Научное значение труда Гюмбеля сохранялось достаточно долго, до выхода в свет работ (1897, 1901) Эрнста Вейншенка, который исследовал месторождения полезных ископаемых в Зильберберге и залежей графита в Пассау с помощью методов поляризационной микроскопии и тонких срезов. В 1897 году Вейншенк описал слюдоподобный серебристо-белый десиликат магнезиальной глины (вермикулит, не содержащий железа и никеля), встречающийся в графитах Пассау, дав ему название батавит в честь города Пассау, называемого римлянами «Кастра Батава».
На постоянную основу изучение геологического и минералогического изучения недр Баварского Леса перешло с основанием «Ассоциаций естественных наук» (Naturwissenschaftlichen Vereine) в Регенсбурге (1846) и в Пассау (1857). В журналах этих двух ассоциаций, выходящих и в настоящее время, регулярно появляются материалы, посвященные Баварскому Лесу.
С окончанием Первой мировой войны изучение полезных месторождений активизировалось: минералоги исследовали пегматиты Хюрнеркобеля, высочайшей горы в районе Цвайзеля, темой геологических трудов стали вопросы формирования магматических гранитных масс у Пассау, петрографические работы были посвящены образованию и составу местных метаморфических пород — слюдяных и кварцевых диоритов.